# Śmigiel

Śmigiels vapen.

Śmigiel (tyska Schmiegel) är en stad i Storpolens vojvodskap i västra Polen. Śmigiel hade 5 603 invånare år 2013.